# Johnny Gill (cantante)
Johnny Gill (Washington, 22 maggio 1966) è un cantautore statunitense, segnatamente afro-americano, dedito principalmente ai generi soul e R&B ed in attività dall'inizio degli anni ottanta. In carriera, si è distinto sia come solista sia come membro della boy band New Edition (dal 1987/1988 al 2002) e degli LSG (dal 1997).
Da solista, ha pubblicato sinora una decina di album, il primo dei quali è l'album eponimo del 1983. Tra le sue canzoni di maggiore successo, figurano: Super Love (1983), My, My, My e Perfect Combination (con Stacy Lattisaw).
Tra le sue principali collaborazioni, si segnalano quelle con la concittadina ed amica d'infanzia Stacy Lattisaw.

## Discografia da solista

### Album in studio
- 1983 - Johnny Gill
- 1984 - Perfect Combination (con Stacy Lattisaw)
- 1985 - Chemistry
- 1990 - Johnny Gill
- 1993 - Provocative
- 1996 - Let's Get the Mood Right
- 2005 - Love Songs
- 2011 - Still Winning
- 2014 - Game Changer
- 2019 - Game Changer II

### Raccolte
- 1997 - Favorites
- 2002 - Ultimate Collection
- 2003 - 20th Century Masters — The Millenium Collection: The Best of Johnny Gill

### Singoli
- 1983 - Super Love
- 1983 - When Something Is Wrong with My Baby
- 1984 - Perfect Combination (con Stacy Lattisaw)
- 1984 - Heartbreak Look (con Stacy Lattisaw)
- 1984 - Block Party (con Stacy Lattisaw)
- 1984 - Baby It's You (con Stacy Lattisaw)
- 1984 - Half Crazy
- 1985 - Can't Wait Till Tomorrow
- 1990 - Rub You the Right Way
- 1990 - My, My, My
- 1990 - Fairweather Friend
- 1991 - Wrap My Body Tight
- 1991 - Giving My All to You
- 1991 - I'm Still Waiting
- 1992 - Let's Just Run Away
- 1992 - There U Go
- 1993 - The Floor
- 1993 - I Got You
- 1993 - Long Way from Home
- 1993 - A Cute, Sweet, Love Addiction
- 1994 - Quiet Time to Play
- 1994 - Tell Me How U Want It
- 1996 - Let's Get the Mood Right
- 1996 - It's Your Body
- 1996 - Maybe
- 1996 - Having Illusions
- 1997 - Love in an Elevator
- 2011 - In the Mood
- 2012 - It Would Be You
- 2012 - Just the Way You Are
- 2014 - Behind Closed Doors
- 2015 - Game Changer
- 2015 - This One's for Me and You (feat. New Edition)
- 2017 - 5000 Miles (feat. Jaheim)
- 2017 - What Is This
- 2019 - Soul of a Woman
- 2019 - Perfect (feat. Ralph Tresvant)

Come artista ospite
- 1989 - Where Do We Go from Here? (Stacy Lattisaw feat. Johnny Gill)
- 1991 - Word to the Mutha! (Bell Biv DeVoe feat. Bobby Brown, Ralph Tresvant e Johnny Gill)
- 1992 - Silent Prayer (Shanice feat. Johnny Gill)
- 1992 - Slow and Sexy (Shabba Ranks feat. Johnny Gill)